# Moneca Delain
Moneca Delain (n. 25 de diciembre de 1981; Vancouver, Columbia Británica, Canadá) es una actriz canadiense  conocida por sus actuaciones en Smallville y apareció como Briggitte en la película de terror de vampiros de 2005 Thralls.